# Microdynerus hurdi
Microdynerus hurdi är en stekelart som beskrevs av Parker 1970. Microdynerus hurdi ingår i släktet Microdynerus och familjen Eumenidae. Inga underarter finns listade i Catalogue of Life.